# Fritz Schäffer
Fritz Schäffer (Munich, 12 de mayo de 1888 - Berchtesgaden, 29 de marzo de 1967) fue un político alemán. Fue ministro de Finanzas de Baviera desde 1931 hasta 1933, cuando los nazis llegaron al poder. En 1945 se convirtió en el primer Ministro presidente de Baviera de la posguerra. De 1949 a 1957 fue Ministro Federal de Finanzas de Alemania Occidental y de 1957 a 1961 Ministerio Federal de Justicia.

## Biografía
Fritz Schäffer nació en 1888 como hijo de Gottfried Schäffer y Amalia Mayr. Asistió a la escuela en Ingolstadt, Munich y Neuburg an der Donau, y luego estudió derecho en Munich. Se unió como voluntario al Infanterie-Leib-Regiment de Baviera en 1915. Después de servir en Serbia y Tirol, fue herido en Verdún en mayo de 1916 y liberado del servicio militar.
Schäffer comenzó a trabajar para el gobierno estatal bávaro en 1917. Se casó con Else Dyroff en septiembre de 1917.
Fue encarcelado desde 1933 hasta 1934 por su oposición al nazismo, después de lo cual trabajó como abogado. Fue encarcelado nuevamente en el campo de concentración de Dachau después de la conspiración del 20 de julio hasta el final de la Segunda Guerra Mundial.

### Carrera política
De 1918 a 1933, Schäffer fue miembro del Partido Popular Bávaro (BVP). En 1929 se convirtió en presidente de este partido. De 1920 a 1933, fue miembro del Parlamento Regional Bávaro. En su carrera política temprana, hizo algunos discursos antisemitas, un hecho que lo atormentaría en su vida política posterior. Sin embargo, se opuso al ascenso al poder de los nazis en Baviera y participó en la formación del Bayernwacht en 1931, una organización destinada a proteger a los políticos conservadores de las Sturmabteilung (SA). Su objetivo era formar una coalición que incluyera al Partido Nazi y al Partido de Centro, argumentando que ese paso neutralizaría en cierta medida al partido nazi. Después de que esto falló, intentó elevar al último príncipe heredero de Baviera, Ruperto de Baviera, a la posición dictatorial de Staatskommissar. La jugada finalmente fracasó debido a la resistencia del primer ministro bávaro, Heinrich Held, quien temía que Schäffer fuera nombrado primer ministro en su lugar.
En 1933, fue encarcelado por sus acciones contra los nazis.
En 1945 fue uno de los fundadores de la Unión Social Cristiana de Baviera (CSU). Estuvo involucrado en contiendas continuas con el líder del partido, Josef Müller, sobre la política del partido. Müller deseaba hacer de la CSU un partido multi-confesional, mientras que Schäffer intentaba moverla hacia un renacimiento del BVP dominado por los católicos. Fue nombrado como el primer Ministro presidente de Baviera de la posguerra por el general George S. Patton en 1945, pero fue relevado de su cargo por el general Dwight D. Eisenhower después de un par de meses, cuando se conoció su pasado antisemita. A Eisenhower, a diferencia de Patton, tampoco le gustaba el hecho de que Schäffer contratara a ex nazis para su administración. Fue reemplazado por el socialdemócrata Wilhelm Hoegner y excluido de la política por las autoridades estadounidenses hasta 1948, acusado de simpatizar con los nazis. Logró liberarse de esta acusación y volvió a entrar en política después.
De 1949 a 1961 fue miembro del Bundestag. Se convirtió en Ministerio Federal de Finanzas de la nueva República Federal de Alemania en 1949 y ocupó este puesto hasta 1957. En 1957, después de las elecciones, Konrad Adenauer, Canciller de Alemania, intentó eliminar a Schäffer de su gabinete ya que sus estrictas políticas fiscales se sentían como un obstáculo para el crecimiento económico de Alemania. Después de las negociaciones políticas que siguieron, Schäffer fue nombrado como Ministro de Justicia.
Durante su tiempo como Ministro de Finanzas alemán, se convirtió en el segundo hombre más poderoso en la política federal. Era conocido por sus estrictas políticas fiscales, destinadas a mantener la moneda alemana estable. En este rol, se resistió fuertemente a cualquier reclamo de reparación de las víctimas del régimen nazi. Después del rearme alemán, Schäffer se enfrascó en muchos argumentos sobre el gasto en defensa, a menudo irritando a sus socios de la OTAN por su negativa a asignarle más dinero.